# Hébreu biblique
Pour les articles homonymes, voir Hébreu (homonymie).
L'hébreu biblique (appelé en hébreu עברית מקראית Ivrit miqra'it, עברית תנכי"ת Ivrit tanakhit ou לשון המקרא Lashon HaMiqra) est un ensemble de dialectes archaïques dans lesquels ont été rédigés de nombreux documents, dont le plus notable est la Bible hébraïque (à l'exception des Livres et sections rédigés en judéo-araméen). 
On suppose que l'hébreu biblique était la langue quotidienne des Hébreux et des Israélites. Bien qu'il n'eût déjà plus cours à la période romaine, il continua d'être enseigné dans les écoles juives, mais aussi dans les séminaires théologiques chrétiens, et l'est encore dans les écoles publiques en Israël. Il fait par ailleurs l'objet d'une étude assidue de la part des linguistes et des archéologues opérant sur le territoire correspondant à la terre d'Israël. 
Des éléments d'hébreu biblique sont par ailleurs employés dans la littérature hébraïque moderne, les médias et, occasionnellement, la conversation. L'hébreu biblique est en effet aisément lu par quiconque parle l'hébreu moderne. Toutefois, ces deux formes diffèrent par le vocabulaire, la grammaire et la phonologie.

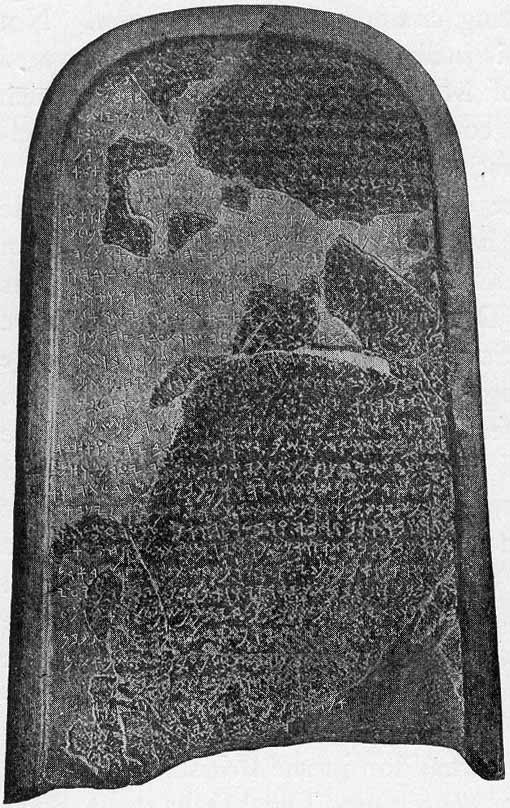
Photographie de la stèle de Mesha. Datée de 850 av. J.-C. environ, elle relate les victoires de Mesha au cours de sa révolte contre le royaume d'Israël, corroborant les événements rapportés dans le Second Livre des Rois.
Rédigée en moabite, une langue extrêmement proche de l'hébreu biblique, et écrite en caractères paléo-hébraïques, cette stèle est l'une des plus anciennes inscriptions en langue biblique ou apparentée connues à ce jour.

## Premières traces archéologiques
Il est difficile de dater le moment à partir duquel l'hébreu biblique est entré en usage. À l'heure actuelle plusieurs inscriptions datant du Xe siècle av. J.-C. ont été découvertes, rédigées dans cette langue ou un dialecte très proche, la tablette de Gezer, qui énumère un calendrier agricole, l'abécédaire de Zayit qui contient une vingtaine de lettres, et l'ostraca de Khirbet Qeiyafa.

## Dialectes hébreux employés dans la Bible hébraïque
D'un point de vue linguistique, la langue hébraïque biblique appartient à l'ensemble des langues sémitiques du groupe occidental septentrional, qui comprend les langues canaanéennes, dont le moabite, l'amorite et l'ougaritique, et l'araméen, duquel l'hébreu biblique est moins proche. Selon la Bible, les Patriarches parlent l'hébreu biblique, alors que leurs proches restés à Haran parlent l'araméen[réf. nécessaire], mais rien ne permet d'établir avec certitude le caractère historique de cette assertion.
Il semble que l'hébreu biblique ait constitué un ensemble de dialectes plutôt qu'une langue unique : dans un épisode célèbre du Livre des Juges, les gens de la Tribu d'Ephraïm se font en effet repérer par leurs ennemis de Galaad à cause de leur prononciation du mot shibbolet. Les Livres de la Bible rédigés dans le royaume d'Israël, dont le Livre d'Amos, semblent également contenir des résidus d'un dialecte local, et l'on suppose que l'hébreu dans lequel fut écrit la majeure partie de la Bible hébraïque, est le dialecte des tribus du royaume de Juda, que la Bible appelle « langue judaïque » (yehoudit). Enfin, une version concurrente du Pentateuque fut écrite par les Samaritains dans leur dialecte hébraïque propre.

## Évolution de l'hébreu biblique

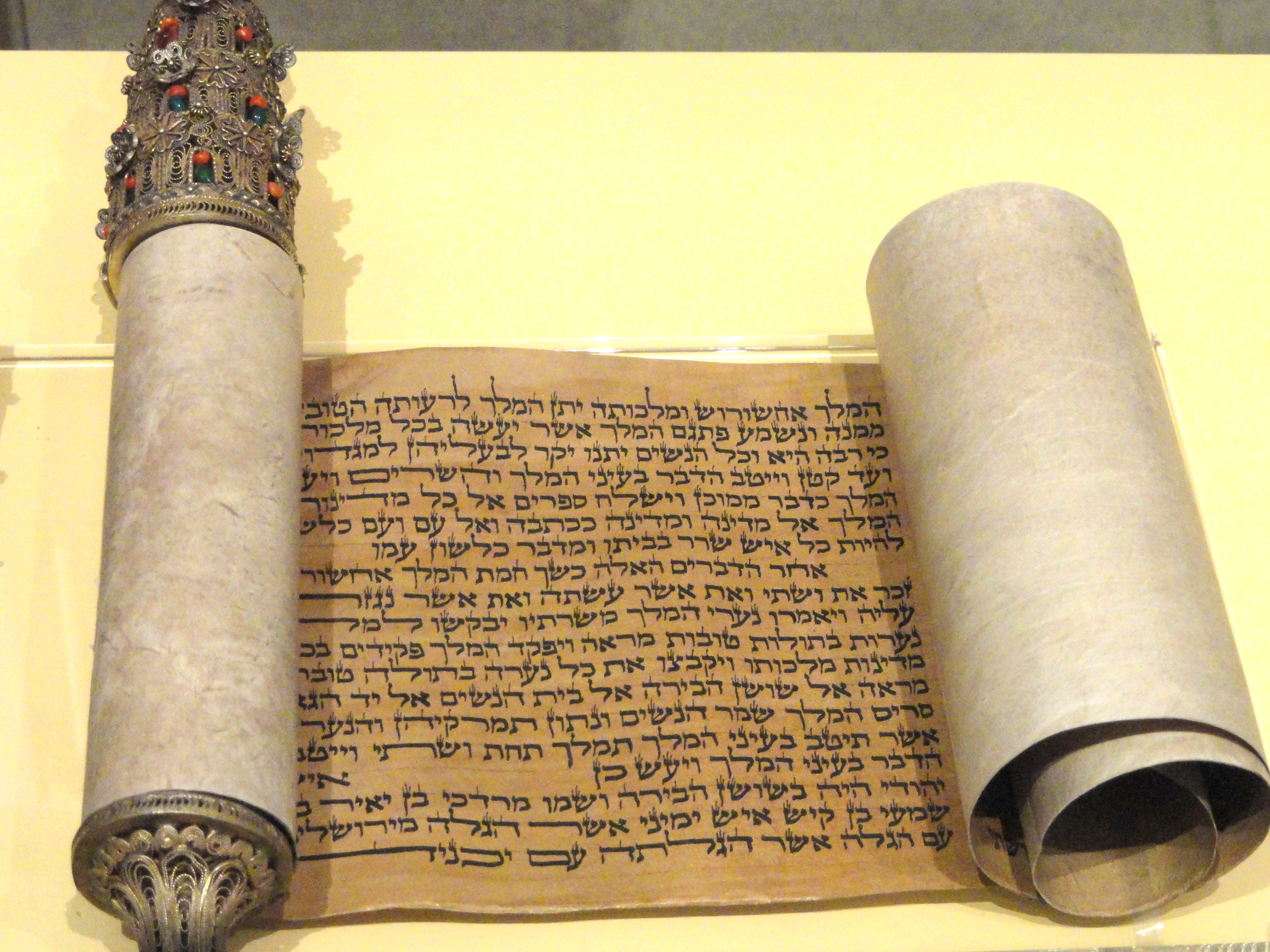
Livre d’Esther

### Transformations de l'hébreu biblique
La critique textuelle appliquée à la Bible permet de déceler au sein du corpus biblique, parfois d'un même passage, des variantes grammaticales et lexicales. C'est notamment le cas des passages en prose et en poésie : les critiques estiment que celles-ci sont les premières à avoir été rédigées, les autres étant des élaborations explicatives ultérieures.
L'hébreu biblique subit par ailleurs l'influence de plus en plus marquée de l'araméen, tant sur sa grammaire que sur son vocabulaire. Si l'araméen n'est parlé avant l'exil de Babylone que par la classe dirigeante, les Livres rédigés dans la période de 500 à 60 av. J.-C., dont le Livre de Jérémie, le Livre d'Esther et le Livre des Chroniques, le Livre de Daniel, trahissent de nombreux aramaïsmes : par exemple, la préposition conditionnelle ˈillouː (אִלּוּ) remplace louː (לוּ), et le pronom relatif ʔaˈʃer (אֲשֶר), qui introduit une proposition subordonnée ('que'), est remplacé par un clitique, ʃe- (-שֶ), qui sera abondamment employé ultérieurement, tant en hébreu mishnaïque qu'en hébreu moderne. Cette progression se poursuit dans les littératures extra-canonique et deutérocanonique, comme les manuscrits de la mer Morte et le Siracide (dans sa version hébraïque), où l'hébreu se mêle à de nombreux emprunts à l'araméen, mais aussi au grec et au persan.
Ceci suggère fortement que l'hébreu biblique était déjà une langue largement littéraire, tandis que la langue du quotidien devenait plus proche de l'hébreu mishnaïque. Il fait progressivement place à l'hébreu de la période du Second Temple, auquel succède l'hébreu mishnaïque, dont un témoignage consigné dans le Talmud indique qu'il n'était déjà pratiquement plus connu à l'époque de la rédaction de la Mishna. Ainsi se clôt au IIe siècle la période classique de l'hébreu, à laquelle fait suite l'hébreu médiéval, langue exclusivement livresque.

### Conservation de l'hébreu biblique
Cependant, parallèlement au déclin naturel de l'hébreu biblique dans le langage parlé, un soin particulier est apporté pour en conserver jalousement la lecture et la prononciation correcte : ce travail est connu sous le nom de Massora (« transmission »). Probablement initiée avant la période macchabéenne, par des sages juifs, les Soferim, principalement évoqués dans le Talmud, mais dont Ezra aurait pu faire partie, elle est ensuite transmise dans ses moindres détails par d'autres sages, les Massorètes, dont les différentes écoles, possédant chacune son système d'annotation particulier et sa version « standard » du texte massorétique, ont œuvré entre le VIIe siècle et le Xe siècle. Outre une signalisation pointilleuse des matres lectionis (consonnes d'un abjad employées pour noter des voyelles ou des semi-voyelles), dont les chercheurs des milieux universitaires supposent qu'elles ont été ajoutées à un texte exclusivement consonantique, chaque école massorétique propose son propre système de vocalisation et de cantilation du texte. Au VIIIe siècle, le système en vigueur dans l'école de Ben Asher, principal représentant de la Massora de Tibériade, s'impose sur ses rivaux babyloniens. 
Cependant, si la Massora parvient à fixer la prononciation tant des voyelles que des accents toniques, elle n'a pu conserver une importante partie du répertoire phonologique de l'hébreu biblique, ainsi que le montre une comparaison entre le texte massorétique et celui de la Septante. Par ailleurs, si les signes de vocalisation tibériens sont universellement acceptés, leur lecture n'est pas uniforme au sein des communautés juives de par le monde. C'est ainsi que l'on recense différentes traditions de prononciation, parmi lesquels l'hébreu yéménite, l'hébreu ashkénaze et l'hébreu sépharade. Quant à la vocalisation tibérienne (en) des Massorètes eux-mêmes, elle n'a plus cours, bien qu'elle soit fort bien documentée.

## Caractérisation de l'hébreu biblique

### Écriture
L'hébreu biblique est basé sur l'abjad hébraïque, encore en usage actuellement dans l'hébreu moderne. Il est le même pour les Juifs et les Samaritains, bien que le nom de quelques lettres diffère entre les deux : le sāmeḵh est appelé sin´gath ou sin´kath par les Samaritains, le tṣāḏēh, tṣāḏ, et le tāw, tāph ou Tāf.
L'alphabet paléo-hébraïque (ktav ivri), originellement utilisé par les Hébreux, était un dérivé de l'alphabet linéaire, proche de l'alphabet phénicien. Il fut remplacé, chez les Judéens revenus de l'exil de Babylone, par une variante de l'alphabet araméen (ktav ashouri). Celui-ci ne fut cependant pas adopté par les Samaritains, dont l'alphabet demeure très proche de son ancêtre paléo-hébraïque.

### Phonologie

#### Consonantisme
L'hébreu biblique se distingue de son ancêtre supposé, le proto-sémitique, par une réduction de phonèmes,, dont la liste est donnée dans le tableau ci-dessous.
En effet, les consonnes protosémitiques correspondant en arabe à tāʾ (ث), khā (خ), dhāl (ذ), shīn (ض), ẓāʾ (ظ) et ġayn (غ) se sont fondues en hébreu biblique avec shin (ש), heth (ח), zayin (ז), tsadi (צ) et 'ayin (ע) respectivement (ce qui explique nombre de différences de prononciation entre l'hébreu moderne et l'arabe, notamment en ce qui concerne la ville située dans le sud de la terre d'Israël, appelée 'Aza en hébreu et Gaza en arabe). 
Il semblerait toutefois qu'une distinction se faisait encore au niveau phonologique à l'époque biblique, au moins en ce qui concerne le 'ayin et le heth. En effet, la Septante a conservé une prononciation archaïque de ʿǍmōrāh (עֲמוֹרָה) , transcrivant Gomorrha (Γόμορρα) avec un gamma, tandis que ʿĒḇer (עֵבֶר) est transcrit Éber (Ἔϐερ), sans gutturale intrusive ; de même, Raħēl (רָחֵל) est transcrit avec un chi (Ῥαχήλ, Rhakhḗl), tandis que Yisˁħāq (יִצְחָק) devient Isaák (Ἰσαάκ). 
Ultérieurement, la lettre sin (שׂ correspondant au ś) se confond avec le samekh (ס, correspondant avec le s), ce qui sera totalement accompli dans l'hébreu mishnaïque.
Par ailleurs, à un certain stade, l'hébreu biblique a établi une distinction pour six phonèmes, appelés בג"ד כפ"ת (bg"d kp"t), qui font l'objet d'une mutation consonantique, c'est-à-dire d'une modification phonétique de la consonne selon son environnement morphologique ou syntaxique, passant d'une forme fricative à une forme occlusive, c'est-à-dire respectivement de [v] à /b/, [ɣ] à /ɡ/, [ð] à /d/, [x] à /k/, [f] à /p/ et [θ] à /t/. Les Massorètes signalent la forme occlusive par un daguech doux, et la forme fricative par un rafè (ce dernier signe n'a plus cours en hébreu moderne).
| Phonèmes                                                                                  | en protosémitique | Phonème en hébreu biblique                                                                                      |
| ----------------------------------------------------------------------------------------- | ----------------- | --- |
| */ð/                                                                                      | */z/              | /z/ |
| */θ/                                                                                      | */ʃ/              | /ʃ/ |
| */θˁ/                                                                                     | */ɬˁ/ et */sˁ/    | /sˁ/ |
| */ɣ/                                                                                      | */ʃ/              | /ʕ/ |
| */x/                                                                                      | */ħ/              | /ħ/ |
| */w/                                                                                      | */j/              | /j/ (en début de mot) ou Ø entre des voyelles                                                                   |
| */ʕ/                                                                                      |                   | Ø (avec allongement compensatoire)                                                                              |
| *-/át/                                                                                    |                   | -/áː/ (en terminaison des mots féminins, pas à l'état construit)                                                |
| */h/ */-a-hu:/ */-a-ha:/ */-a-hɛm/ */-e:-hɛm/ */-i:-hu:/ */-i:-hɛm/ */-u:-hɛm/ */-ay-hu:/ |                   | Ø entre les voyelles du suffixe pronominal (avec élision) /-o:/ /-a:/ /-a:m/ /-e:m/ /-i:w/ /-i:m/ /-u:m/ /-a:w/ |

#### Vocalisme
Le système de vocalisation (niqqoud) tibérien, actuellement en usage (bien que la vocalisation moderne diffère de celle des Massorètes), compte sept voyelles régulières (páṯaḥ, qāmeṣ, ṣērê, səḡôl, ḥiriḳ, ḥolem et šûreq, correspondant respectivement aux /a/, /ɔː/, /eː/, /ɛ/, /i/, et /uː/ de l'alphabet phonétique international) ainsi que le šəwâ (voyelle brève ou silencieuse, pouvant se combiner avec un timbre vocalique, ĕ/ă/ŏ, pour former des semi-voyelles), le qibbûṣ (/u/ bref) et les ḥāṭēp̄im (signes se combinant avec les páṯaḥ, qāmeṣ et səḡôl, indiquant une voyelle brève). Selon certains chercheurs en linguistique hébraïque, le niqqoud tibérien n'indiquait pas de différences entre la longueur des consonnes et les Massorètes eux-mêmes n'en faisaient pas, mais cette opinion est contestée. Dans sa romanisation de l'hébreu, Thomas Oden Lambdin utilise des macrons pour indiquer des voyelles longues, et des accents circonflexes pour marquer les voyelles extra-longues.
Le système de vocalisation babylonien ne compte que six voyelles, le páṯaḥ étant considéré comme équivalent au səḡôl.
Il semblerait que l'hébreu biblique ait là aussi évolué d'un modèle protosémitique, qui aurait compté trois voyelles courtes et trois voyelles longues pour se diriger vers un système basé sur les voyelles cardinales (/i u e o a/). Certaines modifications, dont la substitution de /á:/ par /o:/, se retrouvent dans l'ensemble des langues canaanéennes (d'où la différence entre שלום, šālōm et سلام, salām) ; d'autres sont typiques de l'hébreu.
| Phonème en protosémitique                 | Phonème en hébreu biblique |
| ----------------------------------------- | --- |
| */á:/                                     | /o:/ ; en fin de mot, /a:/ |
| */a:/                                     | /a:/ |
| */í:/                                     | /i:/ ou, devant ה ח ע, /i:a/ (páṯaḥ furtivum) ; en fin de mot, le plus souvent /ɛ:/ |
| */ú:/                                     | /u:/ ou, devant ה ח ע, /u:a/ (páṯaḥ furtivum) |
| */ó:/                                     | /o:/ |
| */o:, u:/                                 | /u:/ ; /i:/ dans une syllabe ouverte précédant un /o:/ |
| */a, i, u/                                | Ø en fin de mot |
| */a, i, u/ dans une syllabe ouverte atone | Ø (šəwa mobile) deux ou plusieurs syllabes avant la syllabe tonique ; avant ou après א ה ח ע, /a/ (ḥāṭēp̄ pátaḥ) avant ou après א ה ח ע, si la syllabe adjacente contient /e, ɛ/, /ɛ/ (ḥāṭēp̄ seḡōl) ; avant ou après א ה ח ע, si la syllabe adjacente contient /o, ɔ/, / ɔ/ (ḥāṭēp̄ qāmeṣ) ; dans les verbes, également dans la seconde syllabe du mot si la syllabe suivante est tonique ; dans les noms, la seconde syllabe de l'état construit devient /ə/, et la consonne portant le šeəwa est marquée d'un dāḡēš dirimens ou bien la consonne suivante est une fricative, indiquant qu'elle est précédée d'une voyelle. |
| */á/                                      | /a:/ dans les syllabes ouvertes parfois /a/,/ɛ/ |
| */a/                                      | Ø ; immédiatement avant un accent tonique, /a:/ (qāmeṣ antetonicum) ; dans les syllabes fermées, /i/ |
| */í, ú/                                   | /e:, o:/ devant ה ח ע, /e:a, o:a/ (páṯaḥ furtivum) dans les syllabes fermées de formes verbales, /e, o/ ; dans les syllabes fermées de formes verbales et devant ה ח ע, /a/ ; dans les syllabes qui étaient déjà fermées dans le langage proto-sémitique, /a/ (« Loi de Philippi ») |
| */i/                                      | /i/ ; avant ou après ה ח ע, /a/ précédant immédiatement un accent tonique, /e:/ (ṣērē antetonicum) |
| */u/                                      | Ø (šeəwa mobile) ou /ɔ/ (ḥāṭēp̄ qāmeṣ) ; dans une syllabe fermée, /ɔ/ (qāmeṣ qāṭān) ; devant une consonne géminée, /u/ ; |
| */áw/                                     | /a:w/ |
| */aw/                                     | /o:/ |
| */áy/                                     | /ay/ ; dans une syllabe ouverte, /e:/ ; en fin de mot, /ɛ:/ |
| */ay/                                     | /e:/ |

#### Tonicité
L'accent tonique n'a généralement pas de valeur phonémique, mais est fixé en fonction des conditions phonologiques. Il est généralement oxyton (מִלְּרַע milra en hébreu), tombant sur la dernière syllabe. Dans certaines catégories grammaticales, l'accent est paroxyton (מִלְּעֵיל mil'èl en hébreu), portant sur l'avant-dernière syllabe.
Dans certains cas, l'accent tonique a une valeur phonémique, modifiant la signification du terme, par exemple dans le doublet shava (שָבָה) qui indique une forme passée - shava (שָבָה) qui indique un présent.

### Morphologie
(octobre 2015).
La plupart des mots en Hébreu Biblique sont dérivés d'une racine trilitère (trois consonnes) donnée par la forme de Qal 3e personne du masculin singulier.Il existe toutefois des exceptions à cette règle, la plupart de ces mots sont des emprunts à des mots de racine non sémitique. Pour les utilisateurs du Brown-Driver-Briggs lexicon, c'est ce mot à racine trilitère qui doit être recherché pour trouver une définition.